# Locomotora Heisler

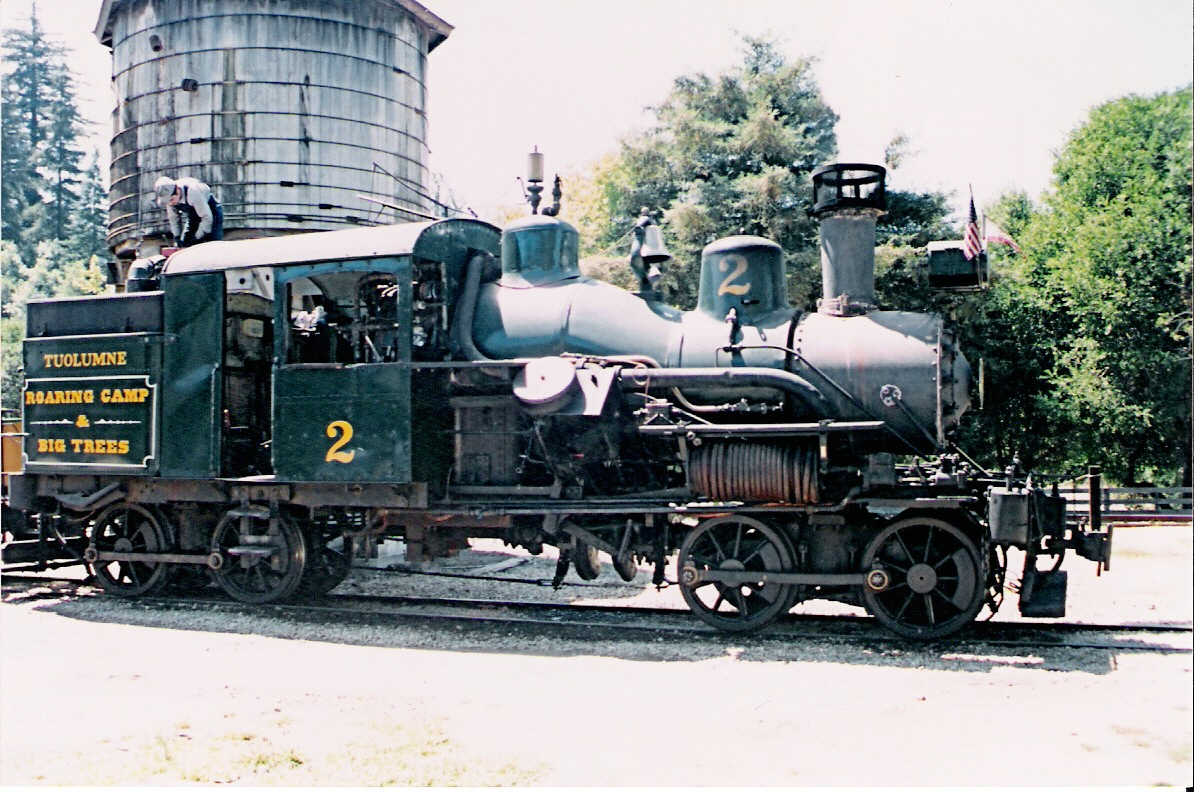
Una locomotora Heisler

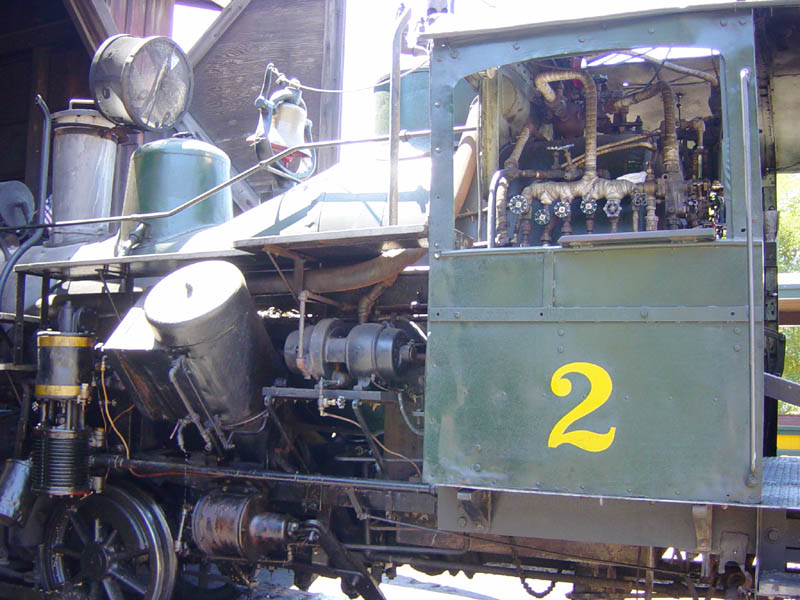
Vista del motor de una locomotora Heisler

La locomotora Heisler fue la última variante de los tres tipos principales de locomotoras de vapor con engranajes. 
Charles L. Heisler obtuvo la patente del diseño en 1892, tras la construcción de un prototipo en 1891. Similar a una locomotora Climax, el diseño de Heisler presentaba dos cilindros inclinados hacia adentro en un ángulo de 45 grados para formar una disposición '"en V". La energía de rotación se traspasaba a un eje de transmisión longitudinal situado en el centro del bastidor que conducía el eje externo de cada bogie tractor mediante engranajes cónicos dispuestos en una caja cerrada montada en el centro de los bastidores de los bogies. El eje interior de cada bogie era impulsado desde el exterior por bielas de acoplamiento externas. 
En 1897, Heisler obtuvo una nueva patente sobre una locomotora de tres bogies. Al igual que con las locomotoras Shay de la Clase C, el ténder iba montado sobre el tercer bogie. A diferencia de la configuración de las Shay, el diseño de Heisler no poseía una cadena continua de ejes engranados que recorrieran toda la máquina. En cambio, el bogie del tender era impulsado por un eje de línea acoplado al eje que accionaba los bogies principales de la máquina, conectado a él a través de engranajes rectos. Esta patente también cubría el uso de una configuración de "cuatro cilindros en V". 
La Heisler era la máquina de vapor con engranajes más rápida, y aun así, su fabricante afirmaba que tenía la misma capacidad de transporte a baja velocidad. 

## Constructores
Las primeras Heisler fueron construidas por la Compañía de Ingeneiría Dunkirk de Dunkirk, Nueva York, que ya producía su propio diseño de locomotora con engranajes (llamado Dunkirk), de la que la Heisler podía considerarse una mejora. No adoptaron el diseño de Heisler, pero en 1894 la Stearns Manufacturing Company de Erie, Pensilvania, comenzó a producir máquinas Heisler hasta 1904. Reorganizada como Heisler Locomotive Works en 1907, fabricó locomotoras de diseño Heisler hasta 1941. 
A & G Price de Thames, Nueva Zelanda recibió un pedido de una locomotora Heisler en 1943 de parte de Ogilvie and Co, aserraderos de Hokitika, que querían comprar una locomotora Heisler pero no pudieron hacerlo porque la producción de locomotoras Heisler había cesado en 1941. La locomotora resultante, con el número de serie 148 de 1944, fue la última locomotora de vapor de diseño Heisler diseño construida. En la práctica, era muy similar a una Heisler original, pero con la adición de un hogar Belpaire y depósitos de agua, que le daban una maciza silueta frontal curvada.

## Variantes
Las Heisler se produjeron principalmente en variantes de dos y tres bogies en tamaños comprendidos 17 a 95 toneladas cortas (15,4 a 86,2 t). Hubo un único modelo de Heisler con tan solo un bogie, una locomotora de vía estrecha construida para Lake Shore Stone Co., Milwaukee, Wisconsin.

## Máquinas preservadas
Se produjeron aproximadamente alrededor de 625 Heisler, de las que todavía existen unas 35. Aproximadamente ocho de estas máquinas sobrevivientes están actualmente operativas. 
| N.º de Serie  | Año  | Tipo     | Peso    | Preservada como                                     | Localización                                                                     | Notas |
| ------------- | ---- | -------- | ------- | --------------------------------------------------- | -------------------------------------------------------------------------------- | --- |
| 1375          | 1918 | 2-bogies | 53 tons | Chicago Mill and Lumber Company 4                   | Museo del Ferrocarril de Pensilvania                                             | Exhibida con una Climax y una Shay.                                                                                    |
| 1594          | 1929 | 2-bogies | 32 tons | Ferrocarril White Mountain Central 4                | Clark's Trading Post en Lincoln (Nuevo Hampshire).                               | |
| 1401          |      |          |         | Ferrocarril Roaring Camp & Big Trees Narrow Gauge 2 | Ferrocarril de vía estrecha Roaring Camp and Big Trees en Felton (California).   | |
| 1306          | 1915 | 2-bogies | 40 tons | W. H. Eccles Lumber Company 3                       | Ferrocarril de Sumpter Valley en el Condado de Baker (Oregón).                   | |
| 1369          | 1918 | 3-bogies | 75 tons | Pickering Lumber Company 2                          | Museo al aire libre de Travel Town en Los Ángeles.                               | |
| 1479          | 1923 | 2-bogies | 55 ton  | Campbell Limestone Company 9                        | Museo del Ferrocarril del Sureste en Duluth (Georgia).                           | Exhibición estática.                                                                                                   |
| 1351          | 1916 | 2-bogies | 47 tons | Bluestone Mining & Smelting 1.                      | Roots of Motive Power en Willits (California).                                   | |
| 1198          | 1910 | 2-bogies | 60 tons | Curtiss Lumber Company 2                            | Ferrocarril Panorámico de la Costa de Oregón en Garibaldi, Oregón.               | |
| 1930          | 1929 | 3-bogies | 90 tons | West Fork Logging Co #91                            | Ferrocarril Panorámico del Monte Rainier en Elbe (Washington).                   | |
|               |      | 3-bogies | 78-tons |                                                     | Ferrocarril Panorámico del Monte Rainier en Elbe (Washington).                   | Exhibición estática.                                                                                                   |
| 1591          | 1929 | 3-bogies | 90 tons | Ferrocarril Panorámico de Cass 6                    | Parque Estatal del Ferrocarril panorámico de Cass en Cass (Virginia Occidental). | Operativo. |
| 1446          | 1920 | 2-bogies | 36 tons | Pacific Lumber Co. 9                                | Scotia (California).                                                             | Exhibición estática.                                                                                                   |
| 1260          | 1912 | 2-bogies | 36 tons | 2                                                   | Silver Creek and Stephenson ferrocarril histórico en Freeport (Illinois).        | |
| 1082          | 1904 | 2-bogies | 20 tons |                                                     | Bush Tramway Club en Pukemiro, Nueva Zelanda.                                    | Exhibición estática.                                                                                                   |
| 1450          | 1921 | 2-bogies | 26 tons |                                                     | Ferrocarril Ferrymead, Christchurch, Nueva Zelanda.                              | Depositada en las cocheras.                                                                                            |
| 1494          | 1924 | 2-bogies | 24 tons |                                                     | Shantytown, cerca de Greymouth, Nueva Zelanda.                                   | Restauración estática en 2011 para mostrarse en el entorno del parque.                                                 |
| 1502          | 1924 | 3-bogies | 90 tons | Potlatch 92                                         | Locomotive Park en Lewiston, Idaho.                                              | Estado sin restaurar, en exhibición estática.                                                                          |
| 1565          | 1928 | 3-bogies | 80 tons | 4                                                   | El Salto, México, en la autopista Durango-Mazatlán.                              | |
| A&G Price 148 | 1943 | 2-bogies |         | Ogilvie and Company "Gladstone"                     | Steam Scene, Christchurch, Nueva Zelanda,                                        | Última locomotora de diseño Heisler construida; en pleno funcionamiento; la validación de la caldera caducará en 2022. |

## Ventajas y desventajas
El engranaje de la locomotora Heisler estaba dentro del bastidor y, por lo tanto, protegido, a diferencia del de una locomotora Shay. Sin embargo, el eje de transmisión de las Heisler, que estaba ubicado en el centro del bastidor, limitaba el espacio de la cámara de combustión. Por esta razón, cuando A & G Price construyó su Heisler en 1943 utilizó un fogón Belpaire, para mitigar los problemas con la quema de madera y el alojamiento del eje de transmisión. 

## Lecturas relacionadas
- Anónimo, La locomotora Heisler, 1891-1941, publicado por Benjamin FG Kline, Jr., 1982. ISBN 978-1112833410